# Oorlel

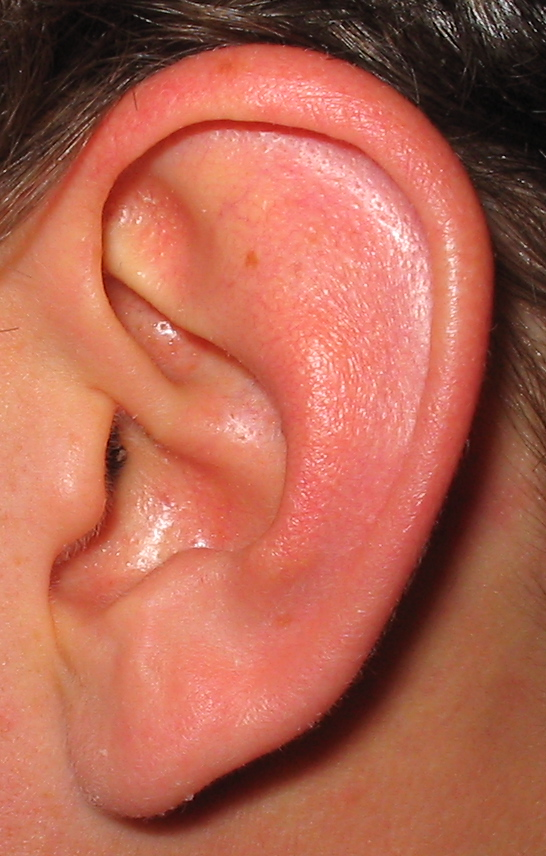
Oorschelp

De oorlel of het oorlelletje (Latijn, TA: lobulus auriculae) is het onderste deel van de oorschelp en bestaat niet uit kraakbeen, maar uit vetweefsel. De vorm van de oorlel verschilt. De oorlel is bij sommigen aan de schedel vastgegroeid en bij anderen ver van de schedel afstaand.

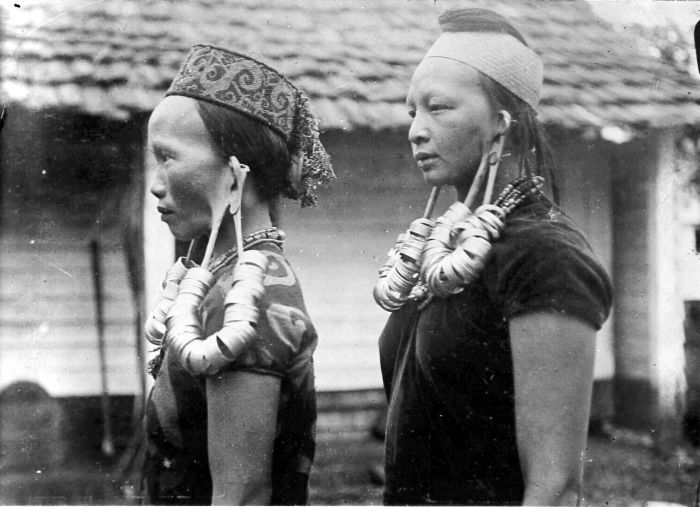
Uitgerekte oorlellen bij Dajakvrouwen. Collectie Tropenmuseum.

De oorlel wordt gebruikt voor het dragen van oorringgen of oorknoppen, waarvoor meestal eerst een gaatje moeten worden geprikt. In sommige culturen wordt de oorlel met vrij zware voorwerpen uitgerekt. 